# فشار استقراض

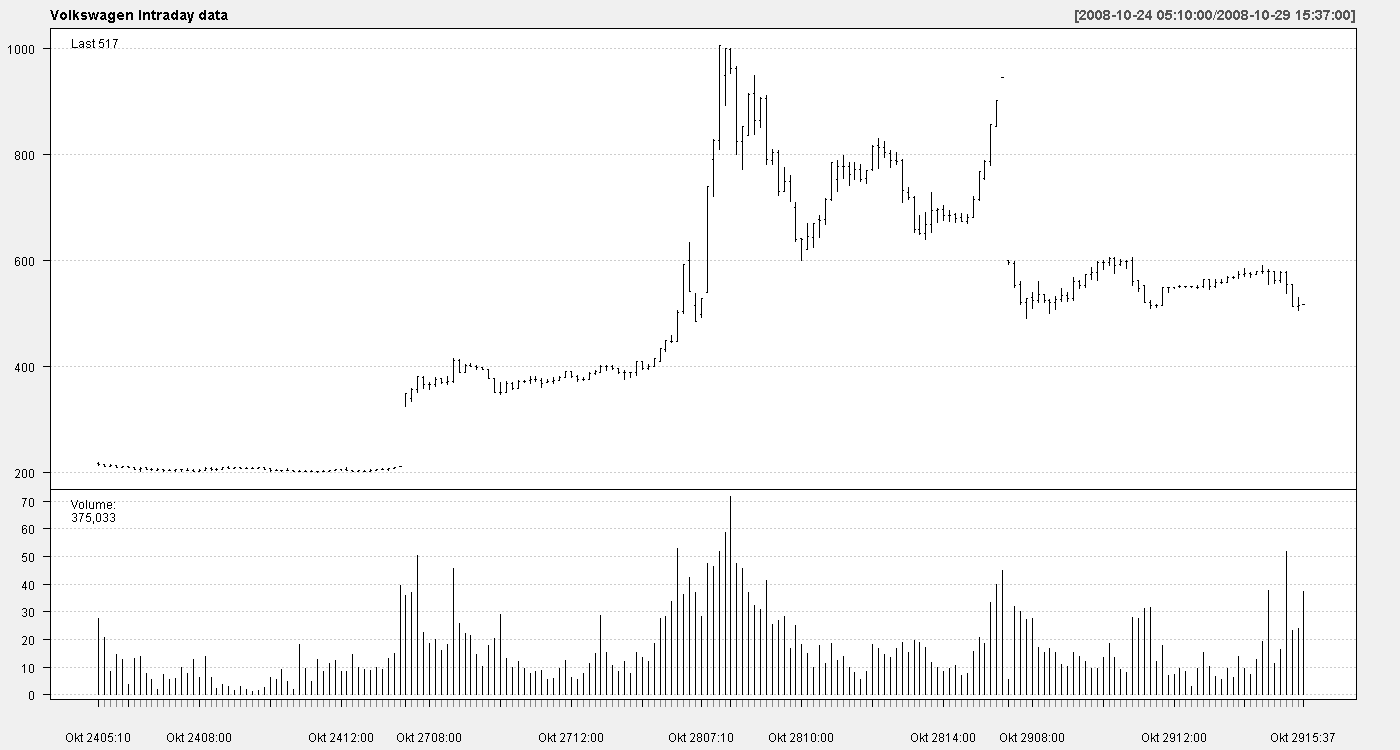
بورس سال ۲۰۰۸ و فشار استقراضی سهام فولکس‌واگون

در بازار سهام، پدیده فشار استقراض یا فشار مواضع استقراضی (انگلیسی: Short squeeze) زمانی رخ می‌دهد که به دلایل فنی دخیل در بازار، و نه اصول بنیادین، افزایش سریعی در قیمت یک سهام رخ دهد. پدیده فشار استقراض ممکن است در هنگام کمبود عرضه و افزایش بیش از حد تقاضا برای سهام رخ دهد.